# Museo de Arte Clásico de Mougins
El MACM, el Museo de Arte Clásico de Mougins (Musée d’Art Classique de Mougins) es un museo de arte situado en Mougins, en la región francesa de Provenza-Alpes-Costa Azul. Un municipio situado a 30 minutos del aeropuerto de Niza y a 15 minutos de Cannes.
Fundado en 2011 por Christian Levett, el museo está ubicado en una antigua casa medieval de 600m². Un edificio antiguo totalmente renovado en el interior que conserva la fachada original histórica. 
La colección del museo está formada por piezas de origen clásico (griego, romano y egipcio antiguos) yuxtapuestas con obras de arte de épocas posteriores, ilustrando la omnipresencia de la cultura clásica hasta nuestros días. Una puesta en escena visualmente atractiva e intelectualmente enriquecedora que pone en diálogo esculturas, armas y objetos diversos de la antigüedad clásica con artistas tan conocidos como Peter Paul Rubens, Picasso o Andy Warhol. Esta propuesta innovadora ha sido reconocida con varios premios internacionales, además de contar con una valoración positiva del público en plataformas digitales como TripAdvisor.
El museo ofrece una agenda regular de exposiciones temporales, conferencias y actividades para todos los públicos. Además de colaborar con otras instituciones regularmente, prestando obras a museos e instituciones culturales a nivel internacional.  
Entre los ejes de desarrollo del museo se encuentra la incursión en las nuevas tecnologías.
La directora del museo es Leisa Paoli. 

## El concepto
Aunque la mayoría de objetos expuestos se tratan de antigüedades, el museo yuxtapone estas obras clásicas con otras neoclásicas, modernas y contemporáneas. Un concepto innovador que ilustra la omnipresencia de la cultura clásica y su influencia en el arte de épocas posteriores. 

## Histórico
El museo está ubicado en una antigua casa medieval, completamente reformada para acoger esta colección de arte y hallazgos arqueológicos. 
Su fundador, el filántropo británico Christian Levett, eligió el municipio de Mougins para exponer su colección por la tradición artística ligada al municipio. Artistas como Picasso, Man Ray o Jean Cocteau pasaron temporadas en este pueblo de la costa Azul. 
El museo, inaugurado el 10 de junio de 2011, nace de la voluntad de su propietario de compartir con el público una colección formada a lo largo de su vida. Apasionado del arte, Christian Levett comenzó a coleccionar monedas con tan sólo 7 años. Desde entonces, ha logrado reunir un conjunto de unos 1000 objetos, cuidadosamente seleccionados según los estrictos criterios artísticos y éticos de su propietario.
Involucrado en numerosos proyectos museísticos, Christian Levett ha colaborado con instituciones de renombre como el British Museum, La Royal Academy, la National Gallery o el Ashmolean Museum (museo de arte y arqueología de la Universidad de Oxford). Además, es miembro del comité de “Armas y Armaduras” del Metropolitan Museum de Nueva York, miembro honorario del Ashmolean Museum y miembro de la Corte de bienhechores de la Universidad de Oxford. 
Una labor de mecenazgo que compagina con la financiación de excavaciones arqueológicas en Reino Unido (algunas tan conocidas como la campaña del Muro de Adriano), en Italia, en España o en Egipto. 

## La colección
La colección del MACM cuenta con más de 800 obras de arte distribuidas en cuatro plantas. 
En el sótano del museo encontramos la galería egipcia. Diseñado en forma de cripta, este espacio consagrado al más allá, expone obras procedentes del Antiguo Egipto. Máscaras funerarias, sarcófagos y otros hallazgos arqueológicos, que van desde el Imperio Antiguo (2686 a. C. - 2181 a. C.) hasta la época ptolemaica (305 a. C. – 30 a. C.) entran en relación con obras modernas de Alexander Calder o Jean Cocteau. 
La galería de celebridades y retratos, presenta grandes personajes de la historia de Grecia y Roma antiguas en la planta principal del museo. Personalidades de la talla Sócrates o Alejandro Magno, y emperadores tan conocidos como Tiberio, Augusto o Marco Aurelio, conviven con obras de Matisse, Henri Toulouse Lautrec o Paolo Panini, entre otros. 
En la primera planta encontramos la galería de dioses y diosas de la mitología Greco-romana y de costumbres sociales.  
Allí, las esculturas de los dioses y diosas del panteón grecorromano comparten espacio con objetos variados de la vida cotidiana en el mundo clásico, como cristalerías, vajillas, joyas o monedas. 

Por último, la galería de la armería acoge la mayor colección privada de armas de Grecia y Roma clásicas. Cascos, escudos y toda clase de armería antigua se exponen codo con codo con el trabajo de Salvador Dalí, Alessandro Turchi o Elisabeth Frink. 

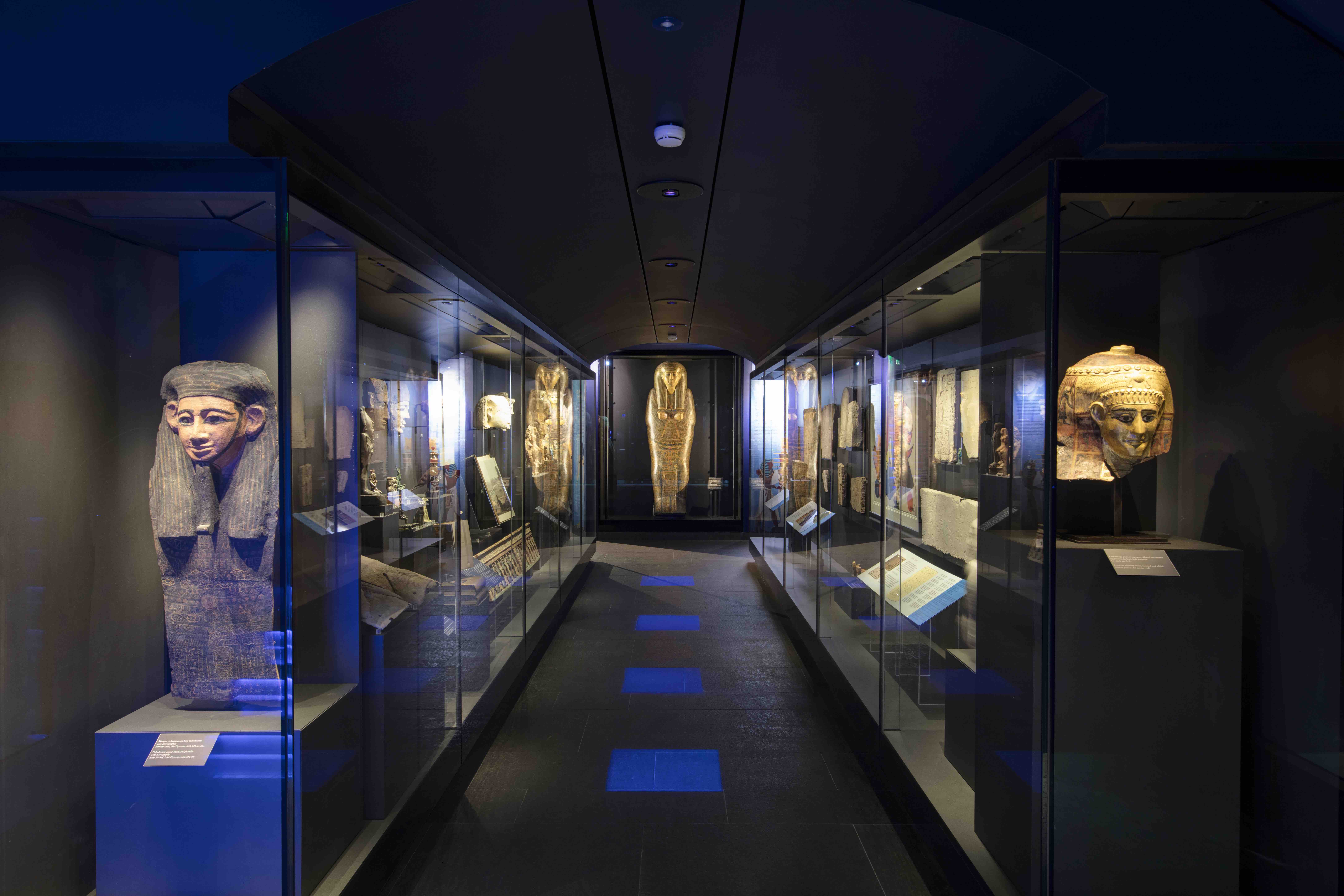
La galería egipcia © MACM 2018
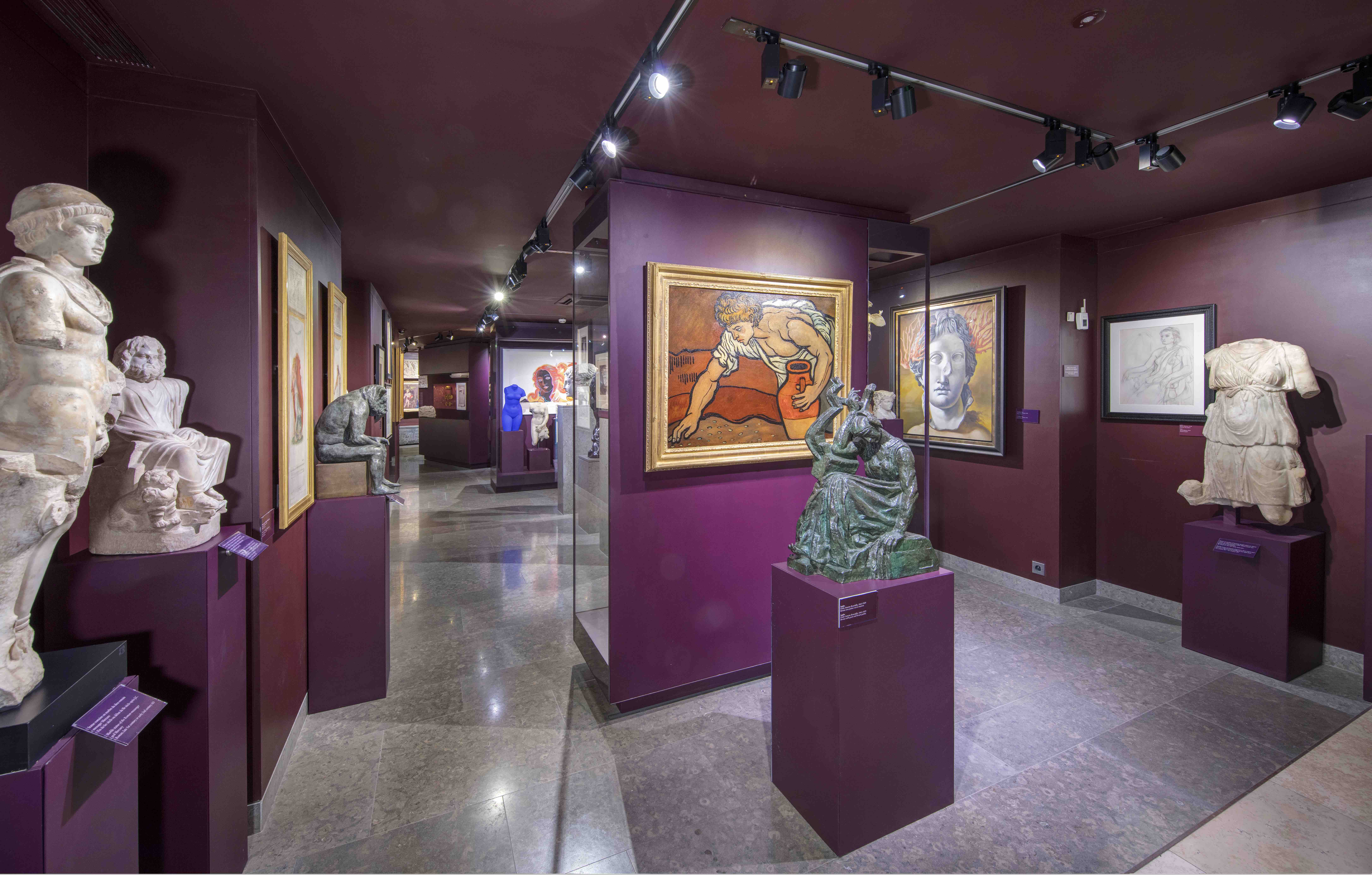
La galería de dioses y diosas grecorromanas y las costumbres sociales © MACM 2018
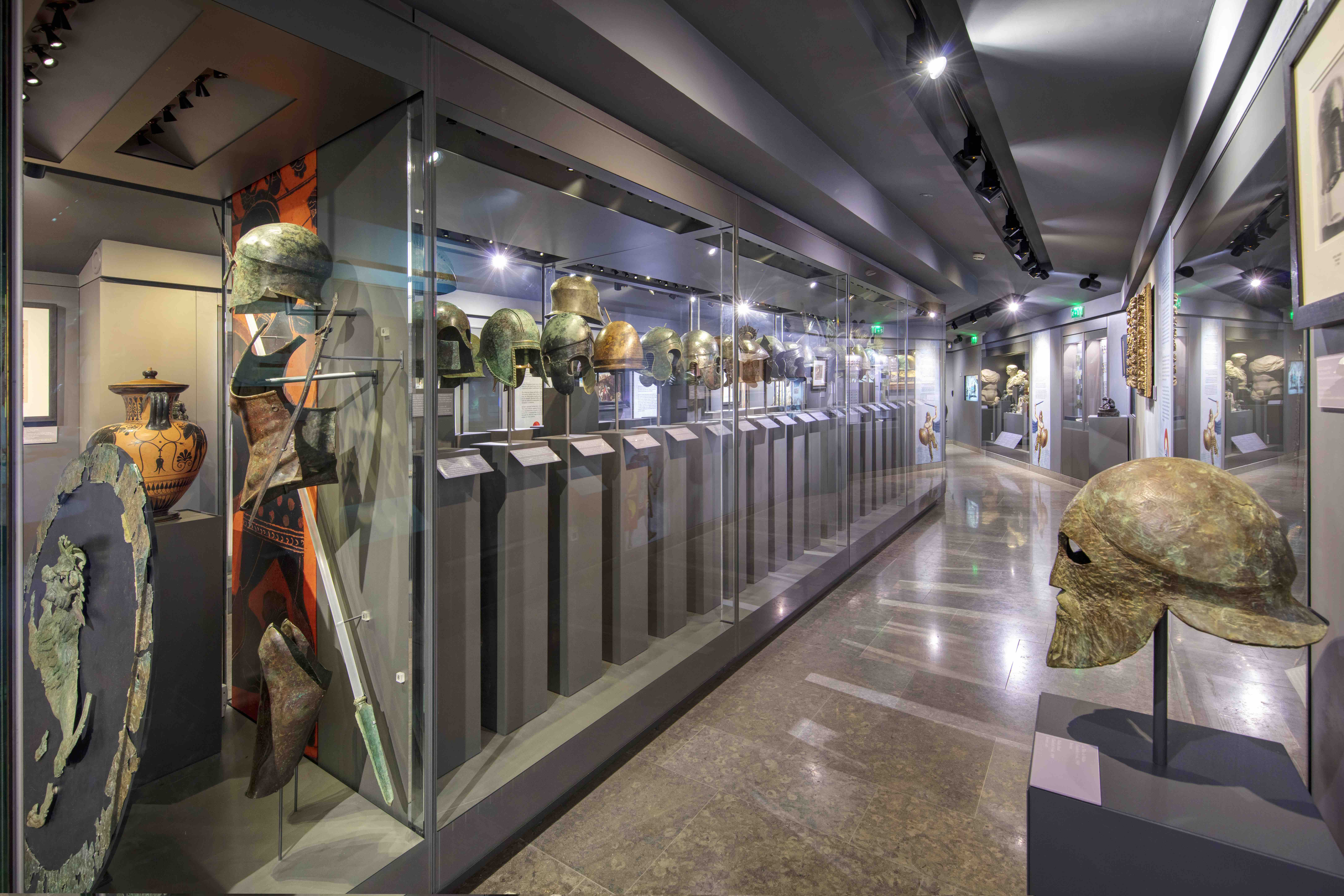
La galería de la armería © MACM 2018

## Publicaciones
El MACM ha editado varias publicaciones entre los que se encuentran: 
- Mougins Museum of Classical Art, 2011, editado por M. Merrony
- La Collection Famille Levett, 2012, editado por M. Merrony y traducido por  C. Dauphin
- Animals in the Ancient World, 2014, C. Dauphin
- Pompeii in Pictures, 2015, K. Schörle
- Les Animaux dans le Monde Antique, 2016, C. Dauphin

## Exposiciones temporales
La colección del MACM está en continua evolución. Buscando reforzar el concepto principal de este museo, la sinergia entre el mundo clásico y el arte de épocas posteriores, nuevas piezas son regularmente adquiridas, por lo que la colección del MACM nunca deja de renovarse. 
Además, el museo acoge regularmente exposiciones temporales intramuros, así como participa en otras tantas extramuros.

### Intramuros
- “Dórico” (Dorique), Sean Scully. 12 de julio - 29 de septiembre de 2013
- “Cántaros” (Vases), Gary Komarin. 1 de mayo - 29 de junio de 2014
- “Los estratos del tiempo” (Les strates du temps), Alexander Mihaylovich. 10   de abril - 4 de junio de 2015
- “Pompeya en imágenes" (Pompeii in pictures). 19 de  junio - 2 de agosto de 2015
- “Animal". febrero - junio de 2016
- “El pasado está presente” (Past is present), Léo Caillard. 16 de marzo – 27 de mayo de 2018

- "Bleu-Topique", Johan Van Mullem. 16 de noviembre de 2018 - 17 de marzo de 2019
- "Dufy dibuja el sur" (Dufy dessine le Sud), Raoul Dufy, 23 de marzo- 1 de septiembre de 2019

### Extramuros
- “Mitos y héroes” (Mitos y héroes) 12 de abril – 28 de mayo de 2012. Exposición en el Espacio Cultural de Mougins, en colaboración con el ayuntamiento de Mougins.

- "Picasso en Mougins" (Picasso à Mougins) 28 de marzo - 12 de mayo de 2013. Exposición en el Espacio Cultural de Mougins, en colaboración con el ayuntamiento de Mougins.

- "Picasso en el Mac Candile" (Picasso au Mac Candile), Lucien Clergue. 15 - 26 de mayo de 2013. En colaboración con el hotel Mac Candile, un complejo de lujo de 5* situado en Mougins.

- “Sacha Sosno. Un homenaje” (Sacha Sosno. Un hommage) 8 de mayo - 15 de junio de 2014. Exposición en el Espacio Cultural de Mougins, en colaboración con el ayuntamiento de Mougins.

- “Mougins Monumental 2015” 4 de abril - 30 de junio de 2015. Exposición al aire libre en Mougins, en colaboración con la municipalidad local.

- “Aquí y ahora” (Ici et maintenant) 13 de septiembre – 31 de diciembre de 2016. Una exposición en colaboración con el FRAC, la municipalidad de Mougins y la asoaciaicón MVE (Mougins Village Energy).

- “Mougins Monumental 2016” 5 de marzo – 29 de mayo de 2016. Exposición al aire libre en Mougins, en colaboración con la municipalidad local.

- “Lo clásico ahora” (The Classical Now) 1 de marzo – 28 de abril de 2018. Exposición en colaboración con el King’s College de Londres. Celebrada en The Arcada en la Bush House & The Inigo Rooms.

## Préstamos
El MACM colabora regularmente con otras instituciones museísticas, culturales y universitarias a nivel mundial mediante el préstamo de objetos arqueológicos y obras de arte de la colección. 
- Museo Británico, Londres, Reino Unido
- Braunschweigisches Landesmuseum (Braunschweig, Alemania)
- Centre de la Vieille Charité (Marsella, Francia)
- El Museo Judío de Nueva York (Nueva York, Estados Unidos)
- King's College de Londres (Reino Unido)
- London Art Week (Londres, Reino Unido)
- Museo Arqueológico de Marsella (Marsella, Francia)
- Museo Arqueológico de Niza (Niza, Francia)
- Museo de Arte de San Paulo (San Paulo, Brasil)
- Museo Massena (Niza, Francia)
- Museo Nacional del Deporte (Niza, Francia)
- Fundacion Prada (Venecia, Italia)
- Coleccion Estorick de Arte Moderno (Londres, Reino Unido)
- Royal Academy (Londres, Inglaterra)
- Musée des Regards de Provence (Marsella, Francia)
- Römisch-Germanisches Museum (Colonia, Alemania)

- La Feria de Arte Antiguo de Bruselas (Bruselas, Bélgica)
- Espace de l’Art Concret (Mouans-Sartoux, Francia)
- Tullie House Museum & Art Gallery Trust (Carlisle, Reino Unido)

## Premios y nominaciones
- Reconocimiento Apollo como la « Inauguración de museo del año » atribuida en 2011 por la revista  de arte y antigüedades Apollo[4].
- Reconocido con el Ken d’or como el Mejor Museo (ex aequo con el Musée du Louvre), atribuido por el blog de turismo Nouveau Tourismo Culturel en 2012.[5]
- Nominado en 2013 en la categoría de European Museum of the Year Award (Premio al museo europeo del año).[6]
- Certificados de excelencia en TripAdvisor en 2012, 2013, 2014, 2015, 2016, 2017 y 2018.[1]
- Garantía Qualité tourisme (Calidad Turismo), una certificación del estado francés que asegura la calidad y el rigor en materia cultural y turística.